# Kageronia fuscogrisea
Kageronia fuscogrisea is een haft uit de familie Heptageniidae. De wetenschappelijke naam van de soort is voor het eerst geldig gepubliceerd in 1783 door Retzius.
De soort komt voor in het Palearctisch gebied.